# Spoorlijn Amagne-Lucquy - Revigny
De Spoorlijn Amagne-Lucquy - Revigny is een gedeeltelijk opgebroken Franse spoorlijn van Lucquy naar Revigny-sur-Ornain. De lijn volledige lijn was 107,3 km lang en heeft als lijnnummer 210 000.

## Geschiedenis
De lijn werd aangelegd en in gedeeltes geopend door Compagnie des chemins de fer de l'Est tussen 1873 en 1882. Het strategisch belang van deze lijn werd ontdekt in de Frans-Duitse Oorlog van 1870 en werd bevestigd tijdens de Eerste Wereldoorlog, waardoor hij verdubbeld werd en grotendeels uitgerust werd met militaire raccordementen. Na de Tweede Wereldoorlog, werd de geleidelijk ontmanteld, het personenvervoer werd opgeheven in 1969. Goederenvervoer tussen Challerange en Revigny werd opgeheven tussen 1971 en 1973. Alleen het noordelijk gedeelte is nog in gebruik voor het vervoer van graan en de exploitatie van de toeristentrein Chemin de Fer Touristique du Sud des Ardennes.

## Aansluitingen

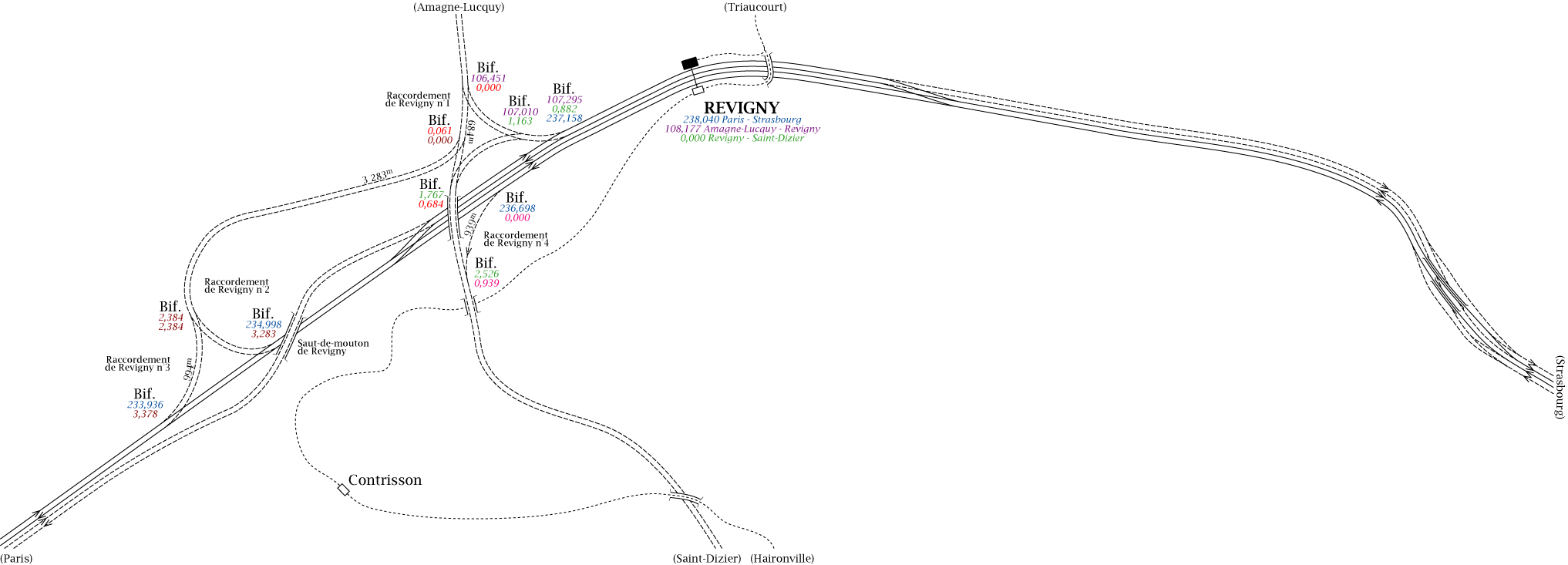
Spooraansluitingen ter hoogte van Revigny.

In de volgende plaatsen is of was er een aansluiting op de volgende spoorlijnen:
Amagne-Lucquy
RFN 205 000, spoorlijn tussen Soissons en Givet
RFN 212 000, spoorlijn tussen Hirson en Amagne-Lucquy
Challerange
RFN 207 000, spoorlijn tussen Bazancourt en Challerange
RFN 208 000, spoorlijn tussen Challerange en Apremont
RFN 211 300, raccordement van Challerange 2
Sainte-Menehould
RFN 085 000, spoorlijn tussen Saint-Hilaire-au-Temple en Hagondange
RFN 092 300, raccordement van Sainte-Menehould 1
RFN 093 300, raccordement van Sainte-Menehould 2
Revigny
RFN 021 300, raccordement van Revigny 3
RFN 021 301, raccordement van Revigny 1
RFN 021 302, raccordement van Revigny 2
RFN 021 303, raccordement van Revigny 4
RFN 019 000, spoorlijn tussen Revigny en Saint-Dizier
RFN 070 000, spoorlijn tussen Noisy-le-Sec en Strasbourg-Ville

## Galerij

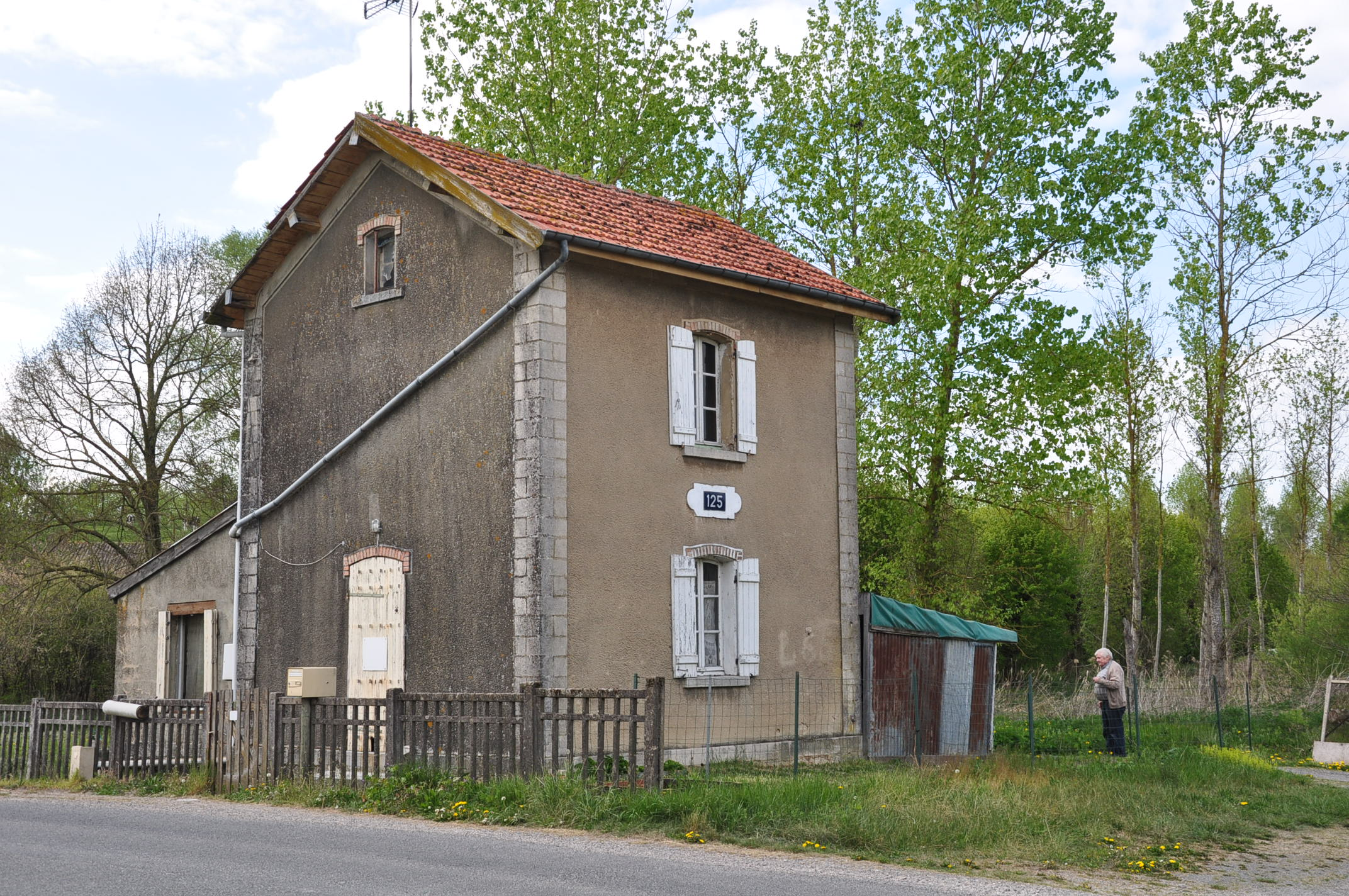
Baanwachtershuis 125
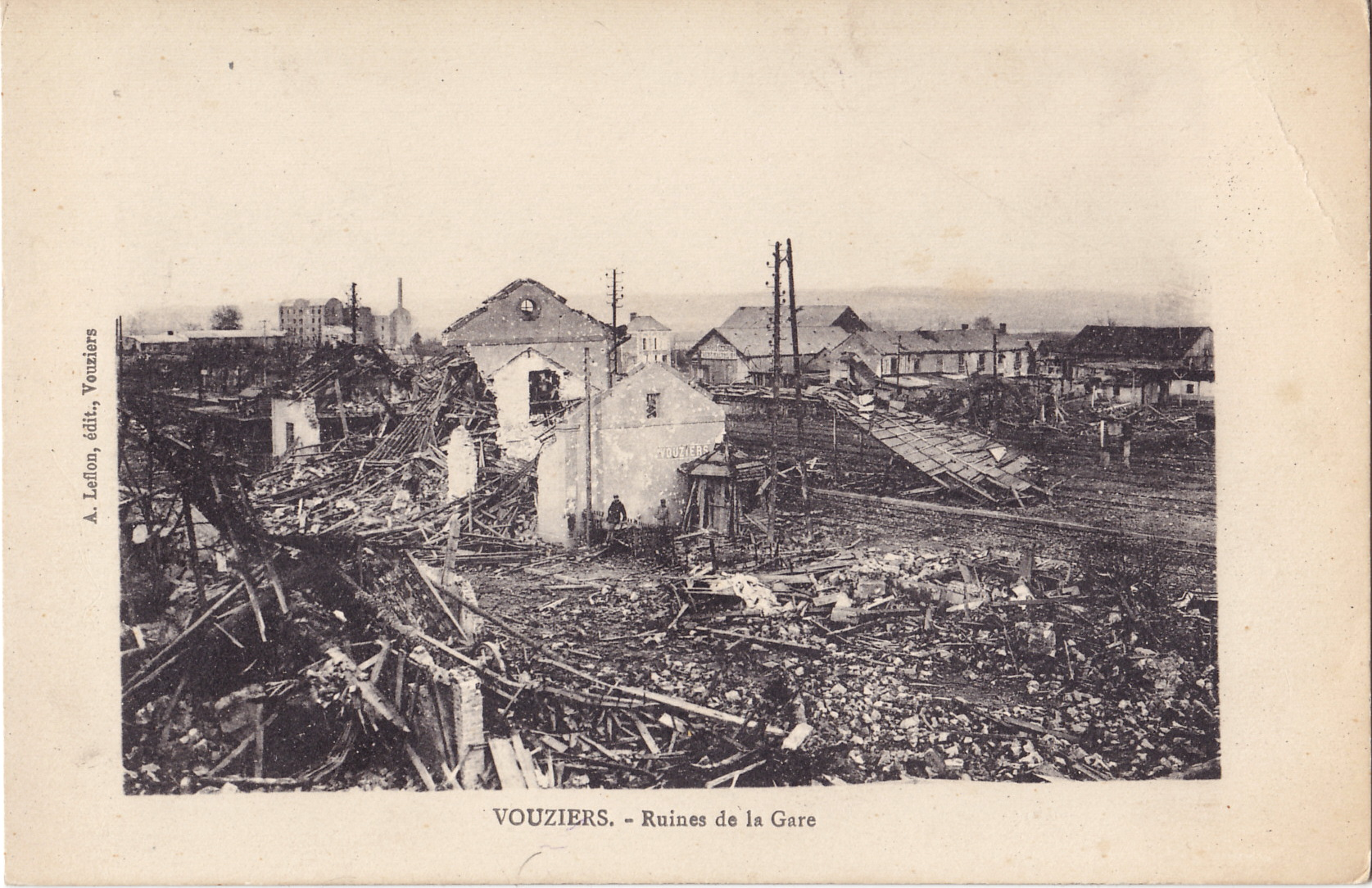
Station Vouziers, verwoest in de Eerste Wereldoorlog
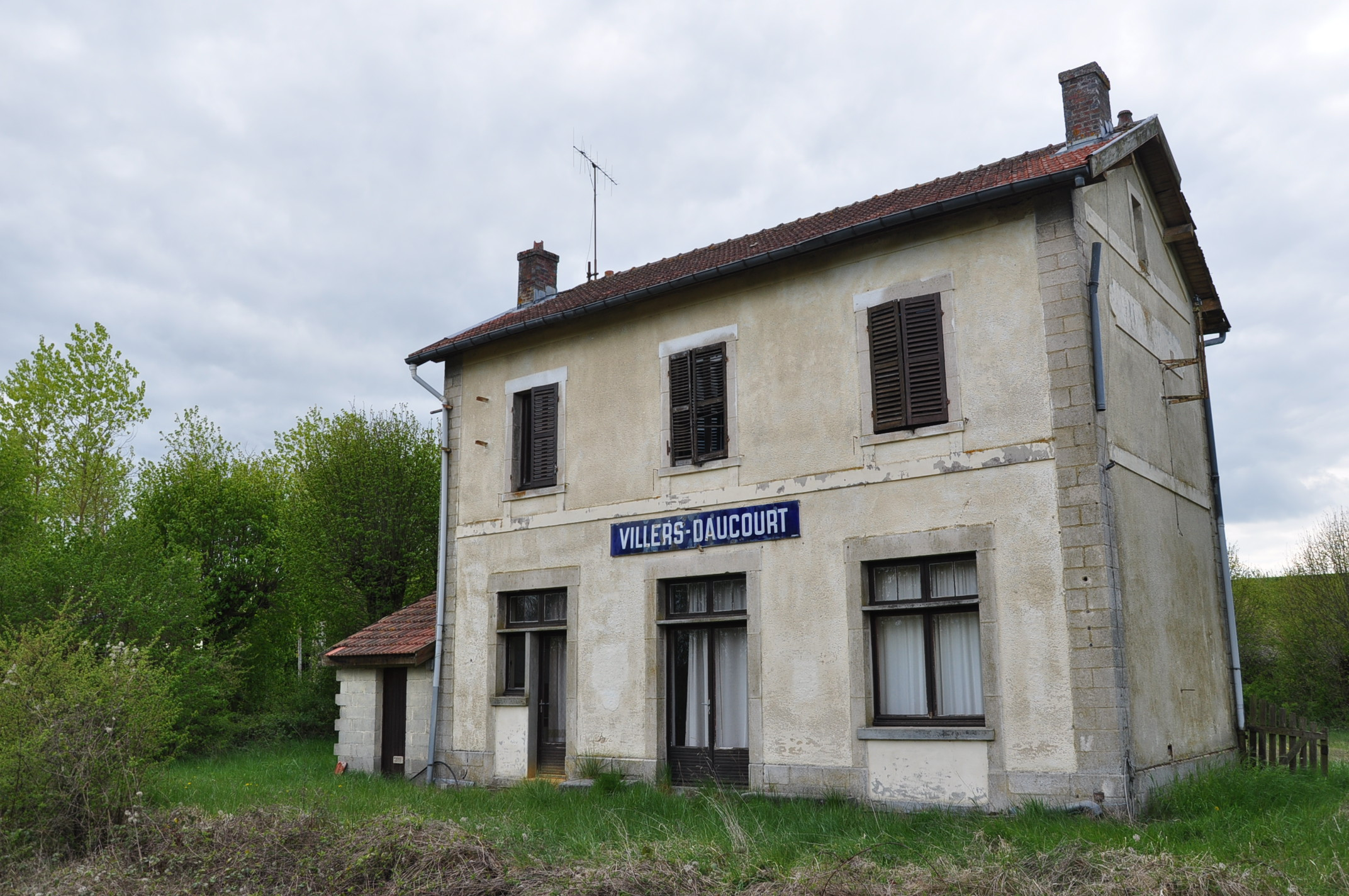
Verlaten treinstation van Villers-en-Argonne/Daucourt.